# إيفرت ماكيفر
إيفرت ماكيفر (بالإنجليزية: Everett McIver)‏ هو لاعب كرة قدم أمريكية أمريكي، ولد في 5 أغسطس 1970 في مقاطعة كومبرلاند في الولايات المتحدة.

## وصلات خارجية
- إيفرت ماكيفر على موقع مرجع كرة القدم المحترفة.كوم (الإنجليزية)